# Svenska Belysning-Kraft
Svenska Belysning-Kraft AB war ein schwedischer Hersteller von Automobilen.

## Unternehmensgeschichte
Das Unternehmen aus Tidaholm begann 1904 mit der Produktion von Automobilen. Der Markenname lautete SBK. 1906 endete die Produktion.

## Fahrzeuge
Das Unternehmen bot Fahrzeuge mit besonders großen Rädern an, die dadurch eine große Bodenfreiheit hatten, ähnlich den amerikanischen Highwheelern. Zur Wahl standen Ein- und Zweizylindermotoren. Die Kraftübertragung erfolgte mit Ketten. Gelenkt wurde mit einem Lenkhebel.